# 奥托·亚当
奥托·亚当（德語：Otto Adam，1909年11月24日—1977年12月2日），生于威斯巴登，德国男子击剑运动员。他曾代表德国参加1936年夏季奥林匹克运动会击剑比赛，获得男子团体花剑铜牌。